# Luis Espinosa
Luis Edgar Espinosa Sepúlveda (San Mateo, Boyacá, 17 de novembro de 1967) é um ex-ciclista colombiano de estrada. Em seu palmarés destacam-se as vitórias na classificação geral da Volta a Costa Rica de 1982 e da Volta ao México de 1985.

## Palmarés
1990
- 1 etapa da Volta ao Táchira
- Classificação dos jovens no Clássico RCN
- Classificação dos jovens na Volta a Colômbia

1991
- 2º na Volta a Áustria

1992
- 2º no Campeonato de Colômbia em Estrada
- Volta a Costa Rica[2]
- 2º na Volta a Colômbia e classificação da combinada
- 3º no Clássico RCN

1993
- 3º na Volta a Portugal, mais 1 etapa

1995
- Volta a México

1996
- Volta ao Tolima, Colômbia

2000
- 1 etapa do Clássico RCN

2002
- 1 etapa da Volta a Chiriquí

## Resultados nas grandes voltas
| Corrida         | 1992 | 1993 | 1994 | 1995 | 1996 | 1997 |
| Volta de França | -    | -    | -    | -    | -    | -    |
| Volta a Itália  | 51.º | -    | -    | -    | -    | -    |
| Volta a Espanha | -    | -    | -    | -    | -    | -    |

-: não participa
Ab.: abandono

## Equipas
- Café de Colombia-Aficionado (1990)
- Café de Colombia (1991)
- Manzana Postobón (1992)
- Artiach - Filipinos (1993)
- Artiach - Nabisco (1994)
- Manzana Postobón (1995-1996)
- Petróleos de Colombia - Energía Pura (1997)
- Lotería de Boyacá-Año 2000 Nueva Historia (1998)
- Ciclistas de Jesucristo por la Paz (1999)